# Luc-Olivier Merson
Nicolas Luc-Olivier Merson né à Paris le 21 mai 1846 et mort dans la même ville le 13 novembre 1920 est un peintre et illustrateur français.

## Biographie

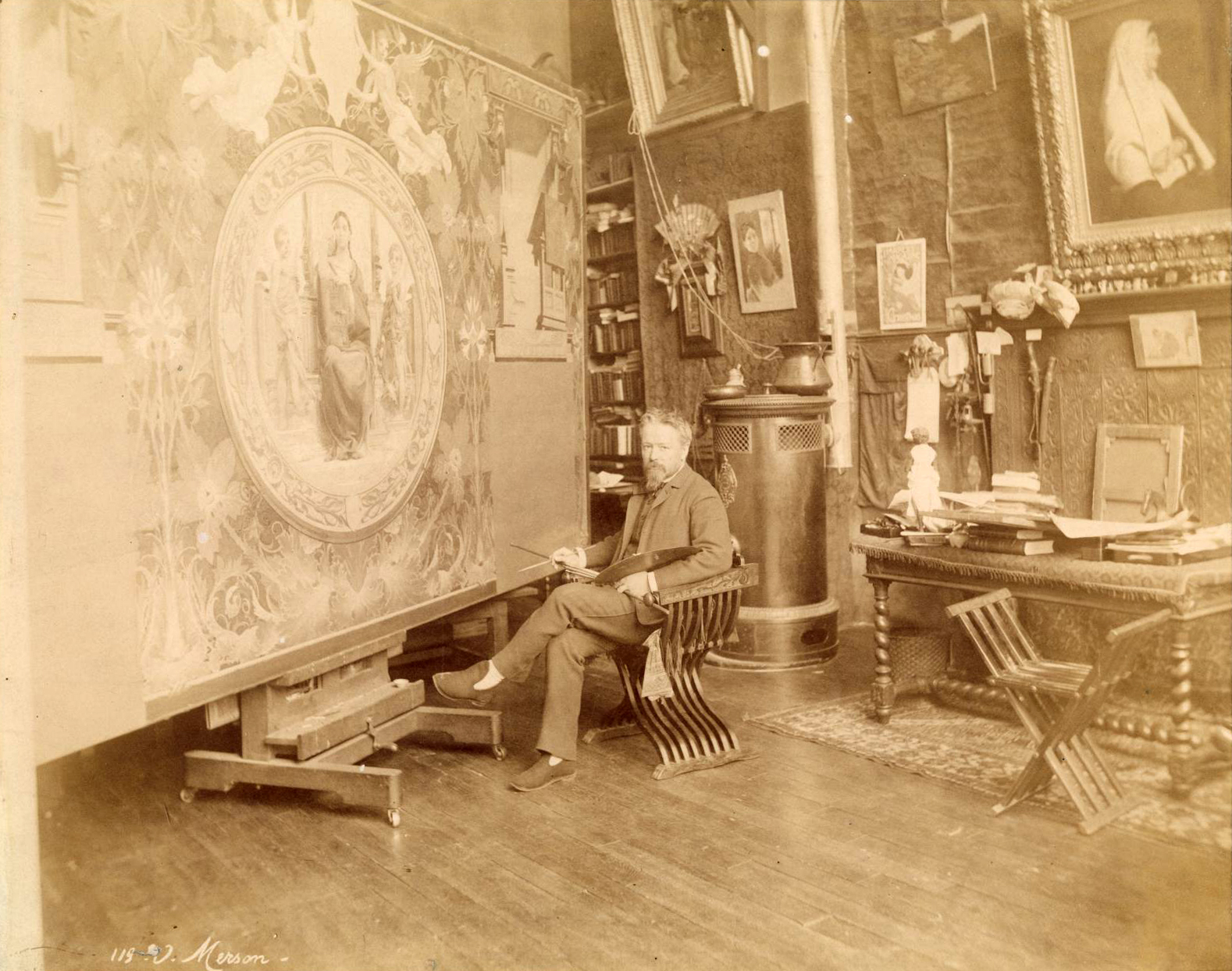
Luc-Olivier Merson dans son atelier du 115, boulevard Saint-Michel à Paris.

Fils du peintre et critique d'art Charles-Olivier Merson (1822-1902), et de Félicie Joséphine Talbot, Luc-Olivier Merson étudie auprès de Gustave Adolphe Chassevent-Bacque à l'École de dessin[Laquelle ?] puis auprès d'Isidore Pils à l'École des beaux-Arts de Paris. Il expose pour la première fois au Salon de 1866 et obtient le grand prix de Rome de peinture en 1869 avec Le Soldat de Marathon. Luc-Olivier Merson obtient une médaille de première classe au Salon des artistes français de 1875, et une médaille d'or lors de l'Exposition universelle de 1889.  
Amoureux de la Baie de Morlaix, il passe ses étés en famille à Carantec au domaine du Fransic, où sa famille retrouve celle de son ami le compositeur Gabriel Pierné . 
En 1892, il est élu à l'Académie des beaux-arts. Peu avant sa mort, il reçoit la médaille d'honneur du Salon des artistes français pour l'ensemble de son œuvre.
De 1905 à 1911, il est chef d'atelier à l'École des beaux-arts de Paris. Chevalier de la Légion d'honneur en 1881, il est promu officier en 1900, puis promu commandeur en 1920.
Luc-Olivier Merson pratique principalement la peinture religieuse et la peinture d'Histoire.

## Collections publiques
États-Unis
- New York, Metropolitan Museum of Art : La Danse des Fiançailles, 1885, vitrail en trois panneaux réalisé par l'atelier d'Eugène-Stanislas Oudinot d'après un dessin de Luc-Olivier Merson, 304,8 × 243,8 cm, commandé par Adélaïde Mott Bell, veuve d'Isaac Bell, légué en 1901[5].

France
- Beauvais, musée départemental de l'Oise : Leucothoé et Anaxandre, 1866, huile sur toile.
- Biarritz, église Sainte-Eugénie : vitraux.
- Castres, musée Goya : Apollon exterminateur, 1868, huile sur toile.
- Cherbourg-Octeville, musée Thomas-Henry : L'Annonciation, 1908, huile sur toile.
- Lille, palais des Beaux-Arts : Le Loup d'Agubbio, 1877, huile sur toile.
- Nantes, musée des Beaux-Arts : Le sacrifice des poupées, 1871, huile sur toile.
- Nice, musée des Beaux-Arts : Le Repos pendant la fuite en Égypte, 1880, huile sur toile.
- Orléans, musée des Beaux-Arts: 
  - Entrée de Jeanne d’Arc à Orléans, 1895, plume et encre noire, lavis gris, rehauts de gouache blanche sur papier blanc, feuille, 44 x 31 cm : au trait d’encadrement : 33,8 x 22,5 cm[6].
- Paris :
  - basilique du Sacré-Cœur de Montmartre : mosaïques.
  - hôtel de ville : peintures murales.
  - musée Pasteur, bâtiment historique de l'Institut Pasteur : chapelle d'inspiration byzantine, crypte du tombeau de Louis Pasteur et de son épouse : les dessins et cartons évoquant les différents travaux et domaines d'activité du savant ont servi à la réalisation des mosaïques, décorant la chapelle[7].
  - musée d'Orsay :
    - Saint Louis entre l'Église et saint Thomas d'Aquin, vers 1888, huile sur toile [8] ;
    - La Vérité, 1901, huile sur toile[9] ;
    - La Famille, 1901, huile sur toile[10] ;
    - La Fortune, 1901, huile sur toile[11] ;
    - Danse de fiançailles, triptyque, huile sur toile[12].

  - Opéra-Comique : peintures murales.
- Riom, musée Mandet : Saint Michel terrassant le dragon, 1875, huile sur toile.
- Rouen, musée des Beaux-Arts : Saint Isidore, le laboureur, 1878, huile sur toile[13].
- Troyes, musée des Beaux-Arts : Saint Edmond roi d'Angleterre, martyr, 1871, huile sur toile.

## Collections particulières référencées
États-Unis
- New York, vitrail dans le Petit Chateau (en), résidence du milliardaire américain William Kissam Vanderbilt, au 660 de la Cinquième Avenue (palais démoli en 1926). Le vitrail dessiné par Luc-Olivier Merson a été réalisé en 1882, par l'atelier du peintre-verrier Eugène-Stanislas Oudinot.
- Newport, (Rhode Island), Cimetières de Rhode Island) (en) : les vitraux de la Chapelle Belmont (1890), située dans le cimetière de l'île :  les vitraux du chœur, dessinés par Luc-Olivier Merson, ont été réalisés par l'atelier d'Eugène-Stanislas Oudinot. Trois vitraux dans la nef, dessinés par Luc-Olivier Merson ont été réalisés par l'atelier de Félix Gaudin (successeur d'Eugène Oudinot en 1890)[14].

## Illustration d'ouvrage et de périodique
- José-Maria de Heredia, Les Trophées,
- Victor Hugo, Notre-Dame de Paris, illustrations gravés par Adolphe-Alphonse Géry-Bichard,
- Collaborations à La Mosaïque et à la Revue illustrée.
- Ivan Strannik (ill. Luc-Olivier Merson), « La légende de Jaccopo Luna », L'Illustration,‎ décembre 1907, p. 6-9 (lire en ligne).
- Edmond Rostand (ill. Luc-Olivier Merson), « Le bois sacré », L'Illustration,‎ décembre 1908, p. 7-12 (lire en ligne).

## Timbres, monnaies et cartes postales
- Merson a dessiné des timbres-poste de France et de Monaco, dont une série de timbres d'usage courant, le Type Merson,
- Il est l'auteur de billets de banque français, le 50 et le 100 francs des années 1920-30, et dont le billet de 50 francs[15] fit l’objet d’une longue procédure judiciaire entre ses héritiers et la Banque de France.
- Il inaugure la Collection des cent en 1901.

Œuvres de Luc-Olivier Merson
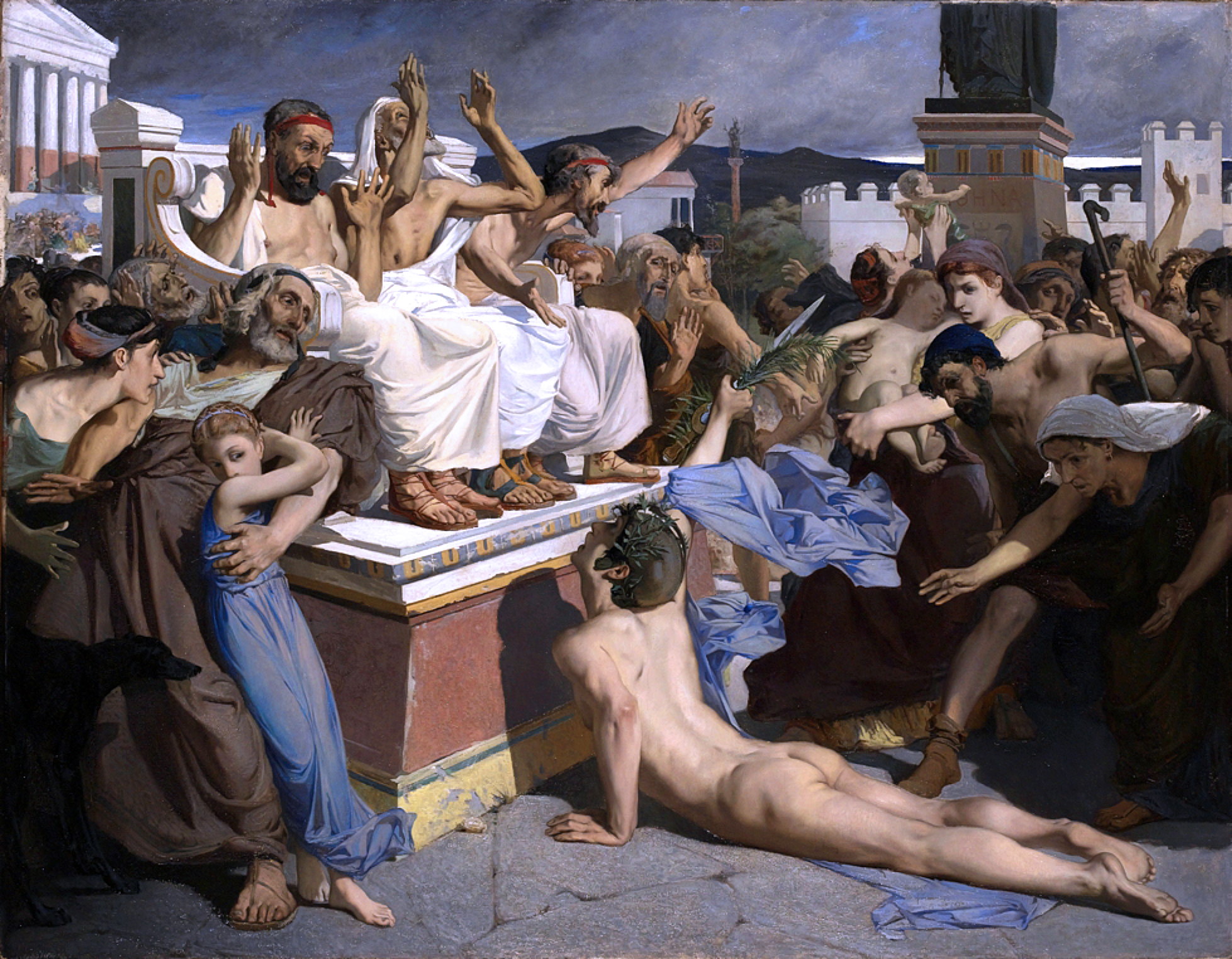
Le Soldat de Marathon (1869), Paris, École nationale supérieure des beaux-arts.
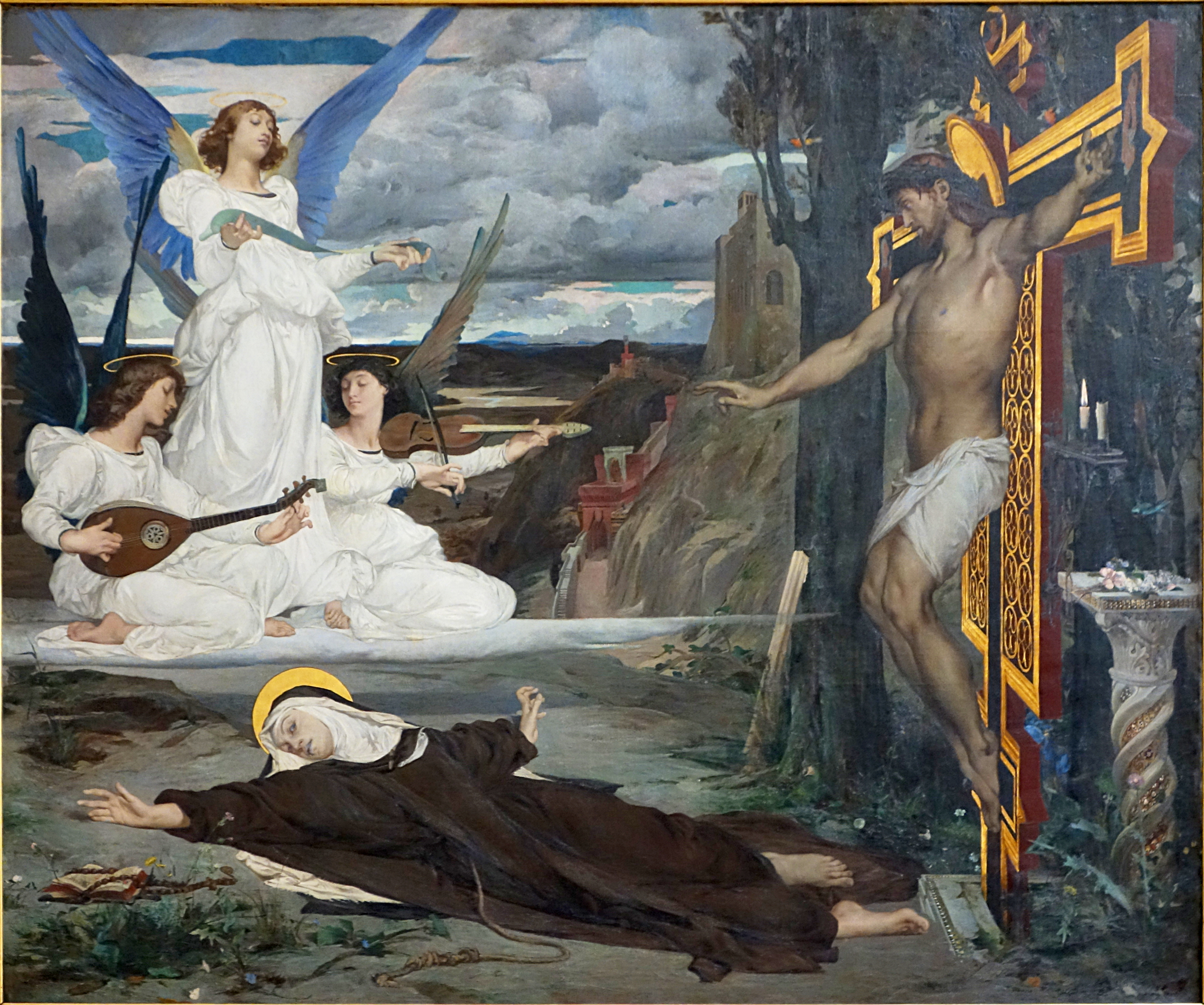
La Vision (1872), palais des Beaux-Arts de Lille.
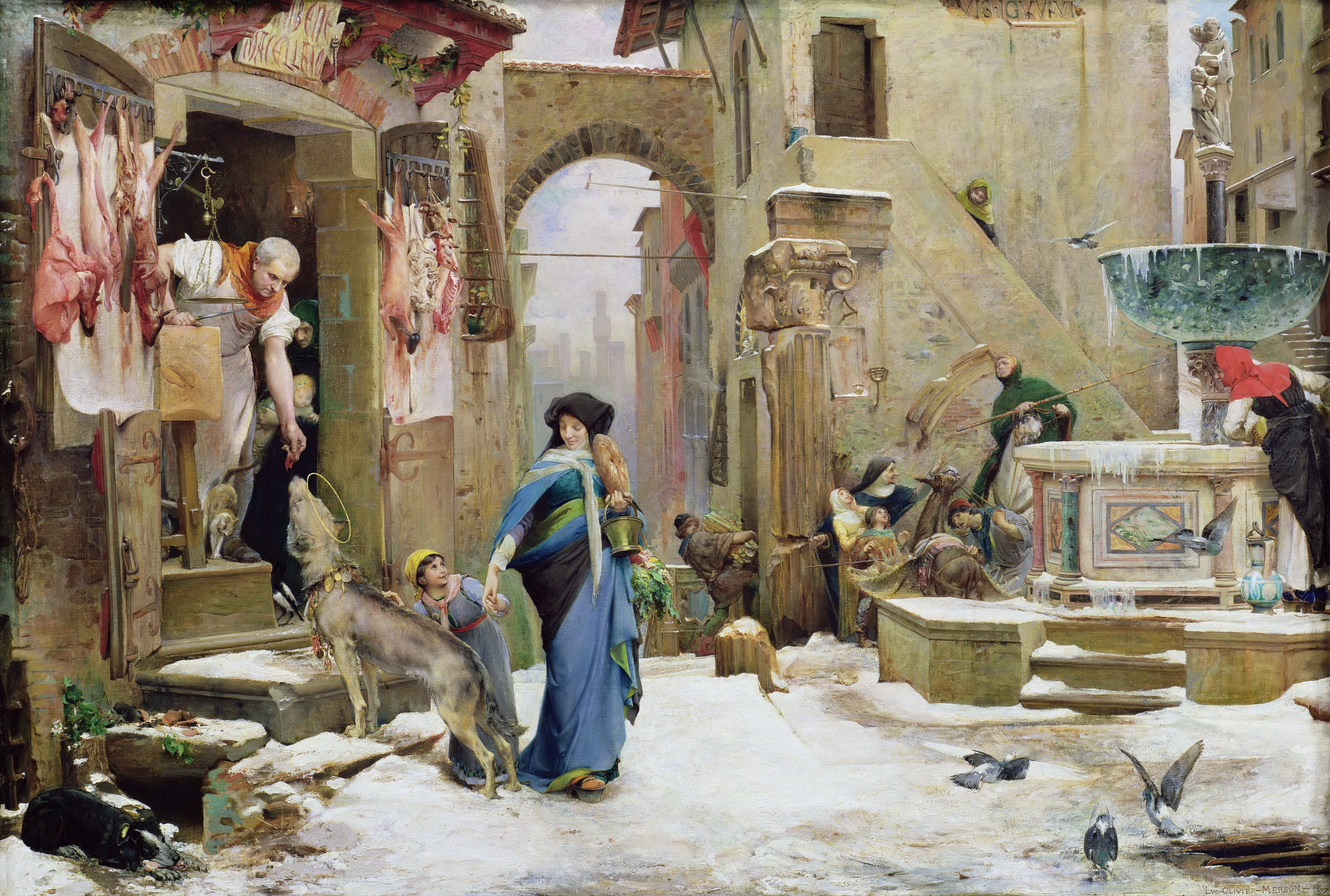
Le Loup d'Aggubio (1877), palais des Beaux-Arts de Lille.
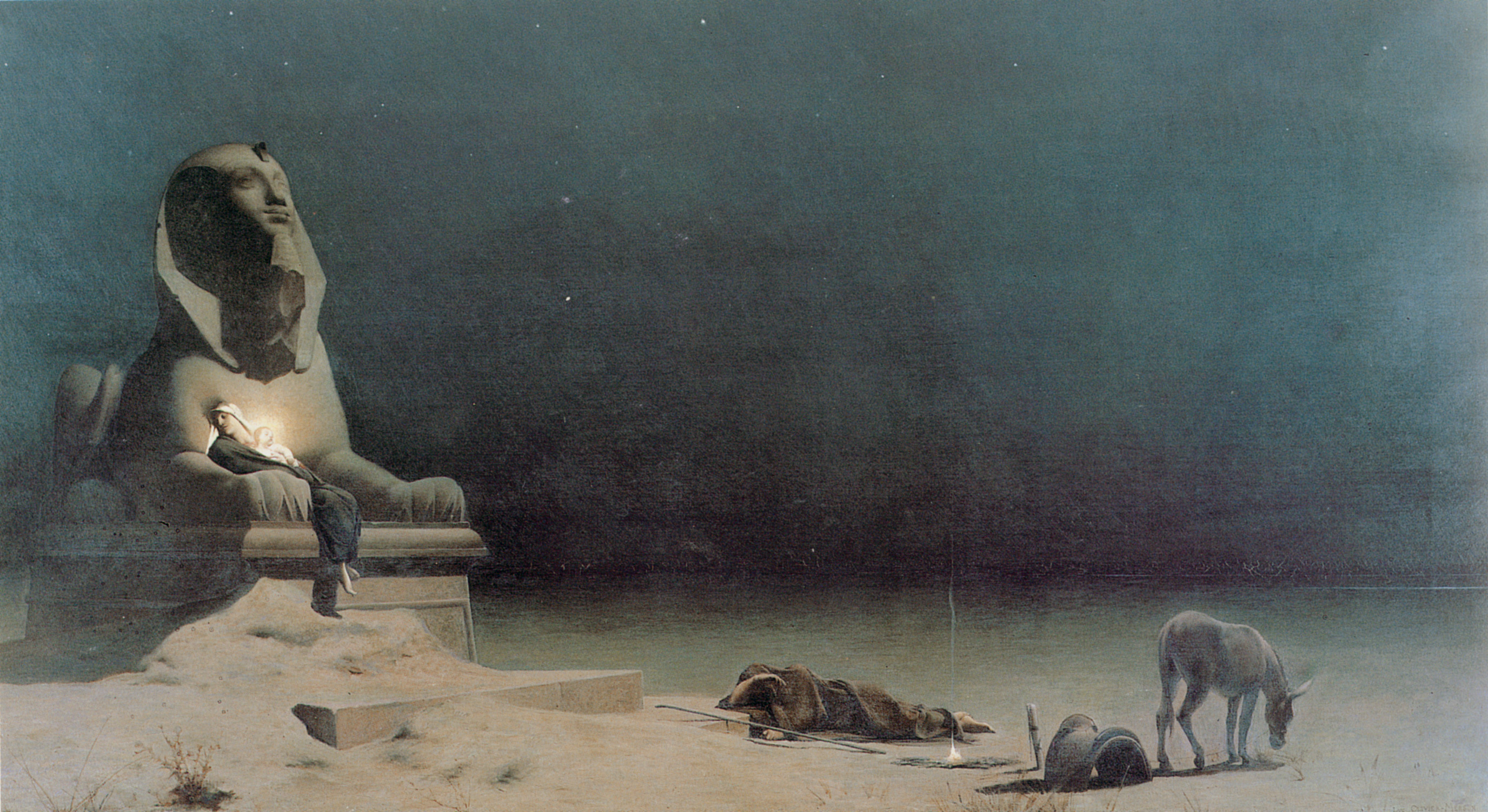
Le Repos pendant la Fuite en Égypte (1880), musée des Beaux-Arts de Boston.
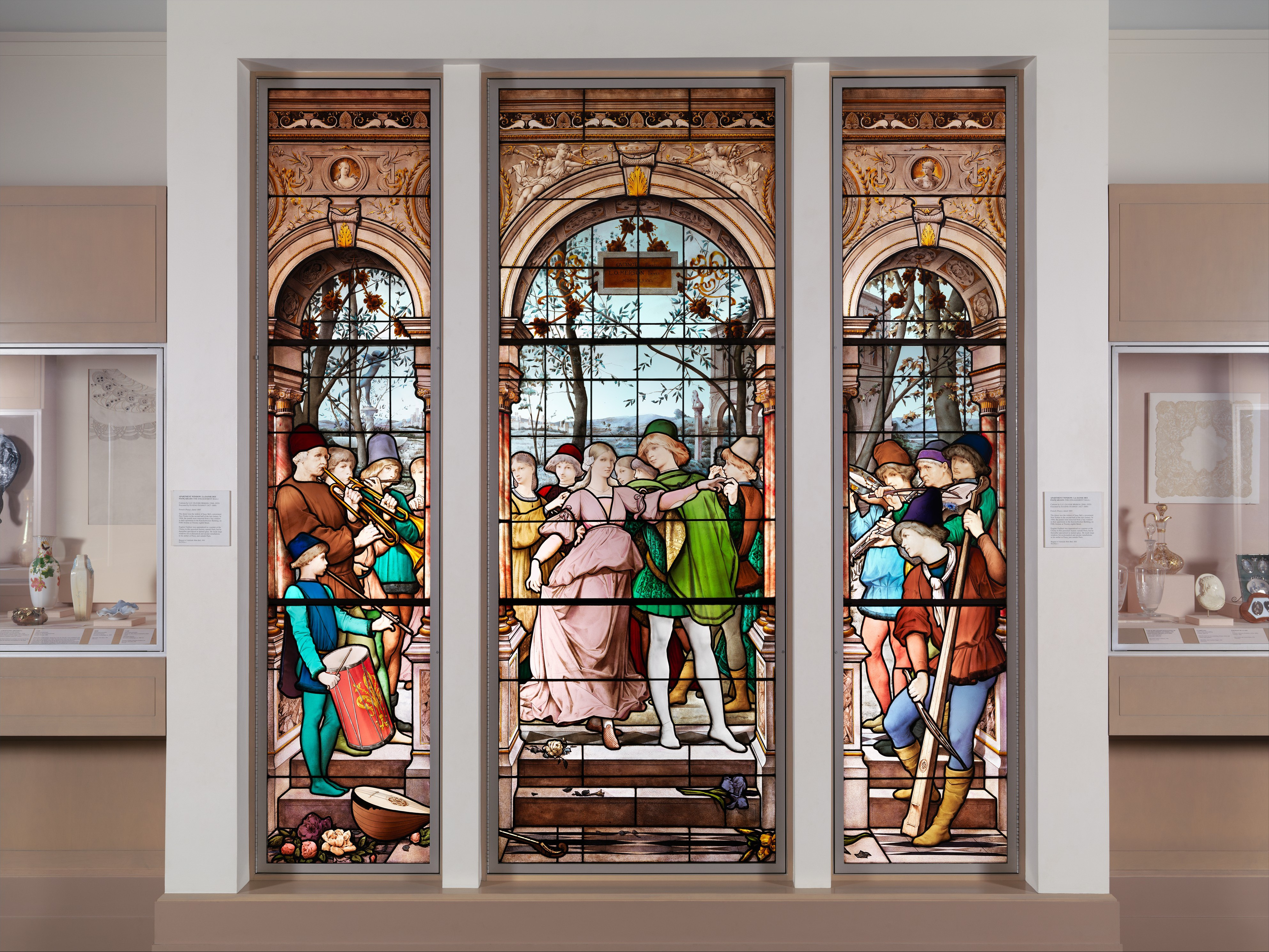
En collaboration avec Eugène-Stanislas Oudinot, La Danse des Fiançailles (1885), vitrail, New York, Metropolitan Museum of Art.
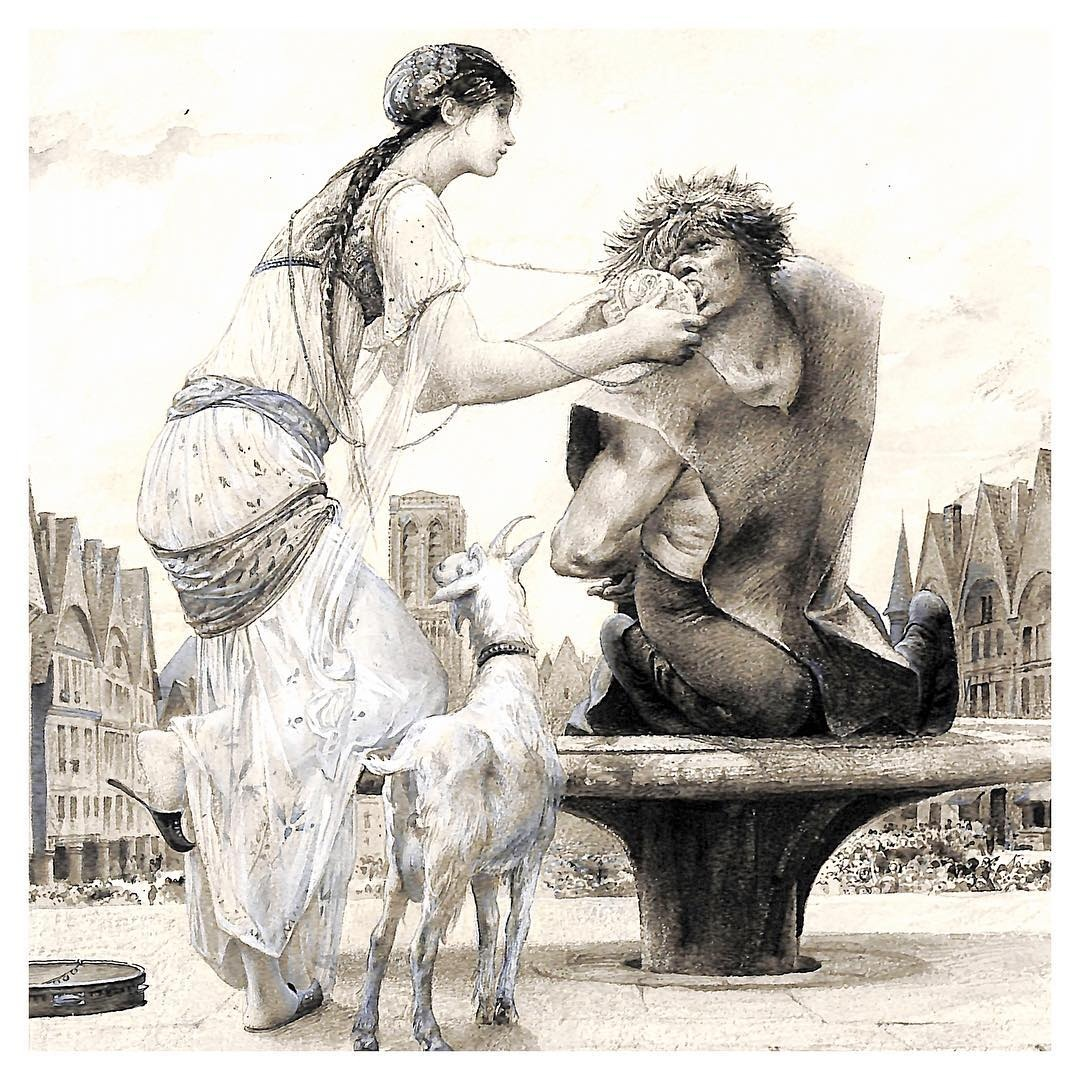
Illustration pour le roman Notre-Dame de Paris de Victor Hugo (avant 1889).
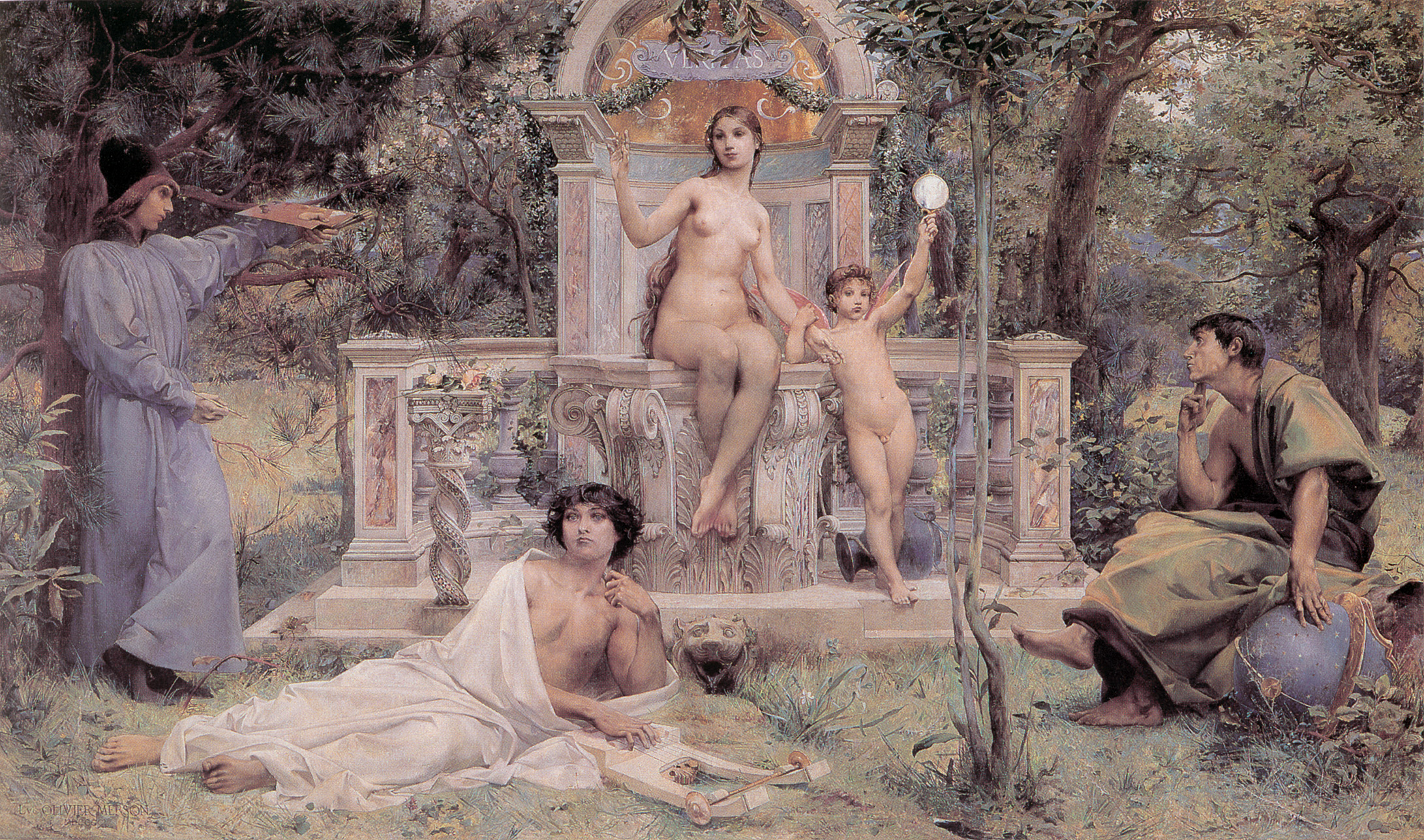
La Vérité (1901), Paris, musée d'Orsay.
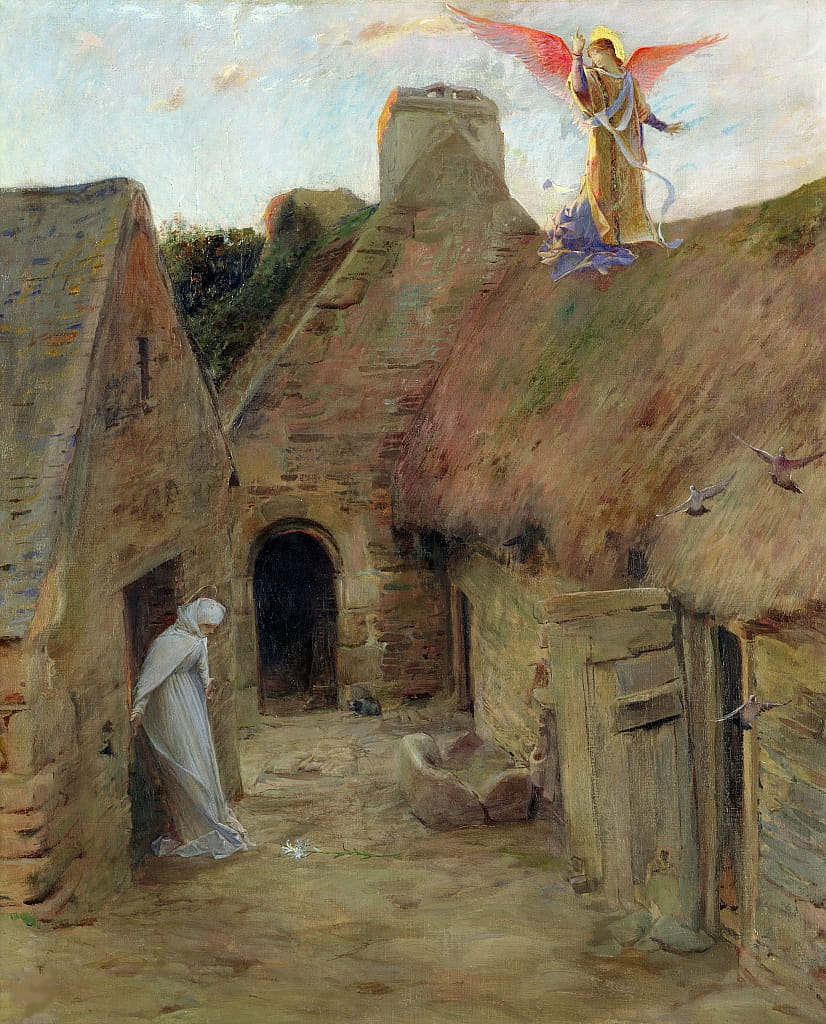
L'Annonciation (1908), Cherbourg-Octeville, musée Thomas-Henry.
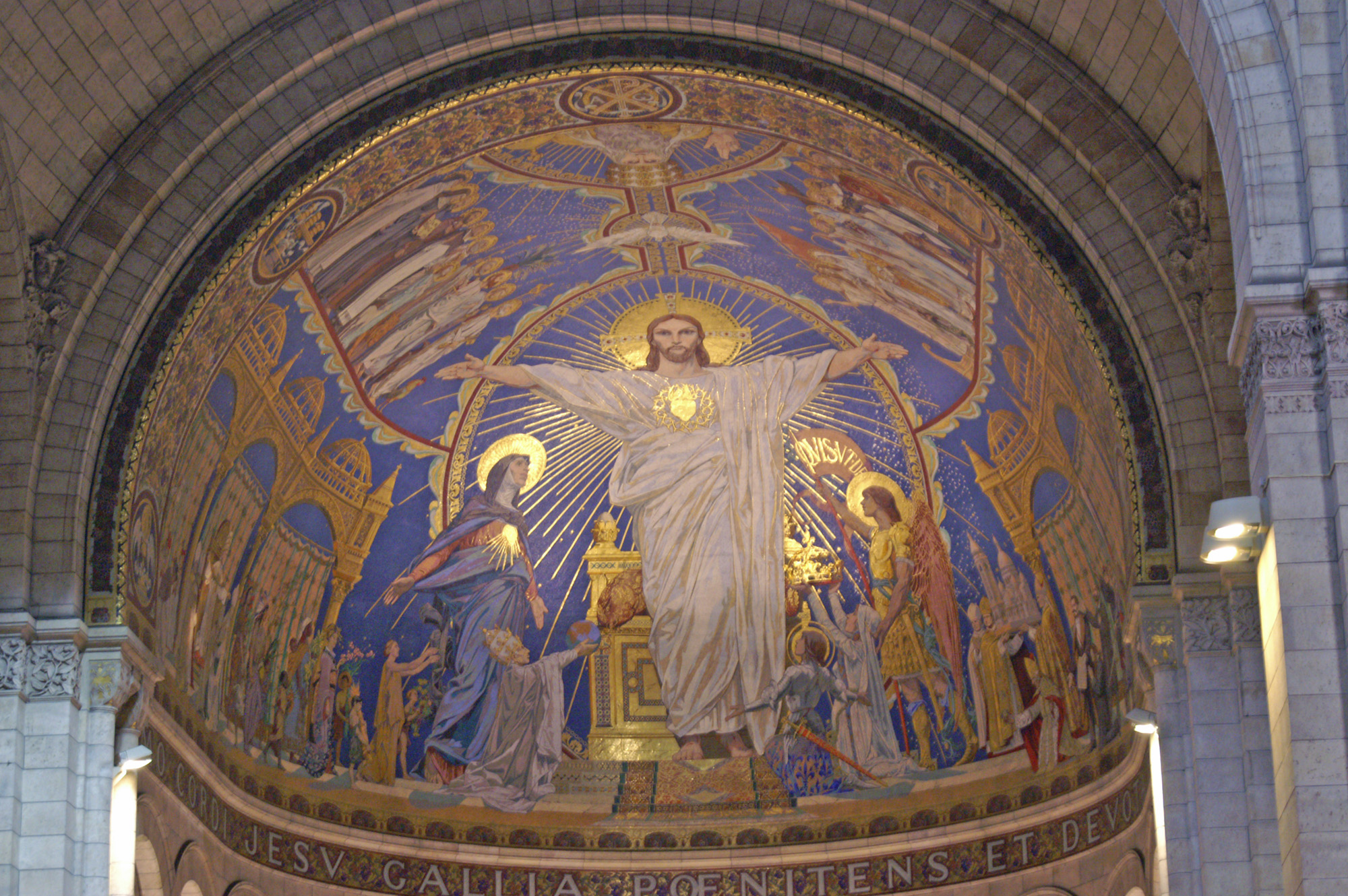
En collaboration avec Henri-Marcel Magne, Christ en gloire (1923), mosaïque, Paris, basilique du Sacré-Cœur de Montmartre.

## Élèves
Luc-Olivier Merson, enseignant à l'École des beaux-arts de Paris ainsi qu'à l'Académie Vitti, eut entre autres pour élèves :
- Raoul Carré (1868-1933).
- Ludovic Alleaume (1859-1941).
- René Auberjonois (1872-1957), vers 1894-1898.
- Alfred-Louis Bahuet (1862-1910)
- Louis Barillet (1880-1948).
- Henri Alphonse Barnoin (1882-1940).
- Armel Beaufils (1882-1952), dès 1906.
- Germain Bonneton
- Paul Adrien Bouroux.
- André François Breuillaud.
- Raphaël-Albert Broyelle (1882-1952)
- André Cahard.
- Léon Carré (1882-1958), en 1896.
- Alphonse Chanteau (1874-1958).
- Gabriel Chanteau (1874-1955).
- Louis Chassevent
- Jean-Georges Cornélius.
- André Eugène Costilhes
- Alice Dannenberg (1861-1948), vers 1894-1898.
- André Dauchez
- Marguerite Delorme (1876-1946), à l'Académie Vitti de 1890 à 1895.
- Fernand Desmoulin
- André Engel.
- Charles L’Eplattenier.
- Martin Feuerstein.
- Léo Fontan, vers 1907.
- Pierre Galle (1883-1960), de 1906 à 1911
- Abel Gerbaud.
- Marie-Louise Goering.
- René-Ernest Huet
- Raymond Jules Koening.
- Ernest Lessieux.
- Nori Malo-Renault
- Victor Pierre Ménard (1857-1937).
- Gabriel Moiselet (1885-1961), entre 1906 et 1914[Note 3].
- Bernard Boutet de Monvel.
- Adrien Moreau-Néret (1860-1944).
- Valéry Müller.
- Marcel Nicolle.
- Justine Peltier-Pabot-Chatelard (1862–1956), française
- Jean Pierné[Note 4].
- Henri Pontoy.
- Francis Renaud (1887-1973), de 1903 à 1905.
- Charles Martin-Sauvaigo.
- Albert Édouard Puyplat.
- Léon Sabatier.
- Olga Slom
- Martha Stettler (1870-1945), vers 1894-1898.
- Alexandre Urbain.

### Articles connexes

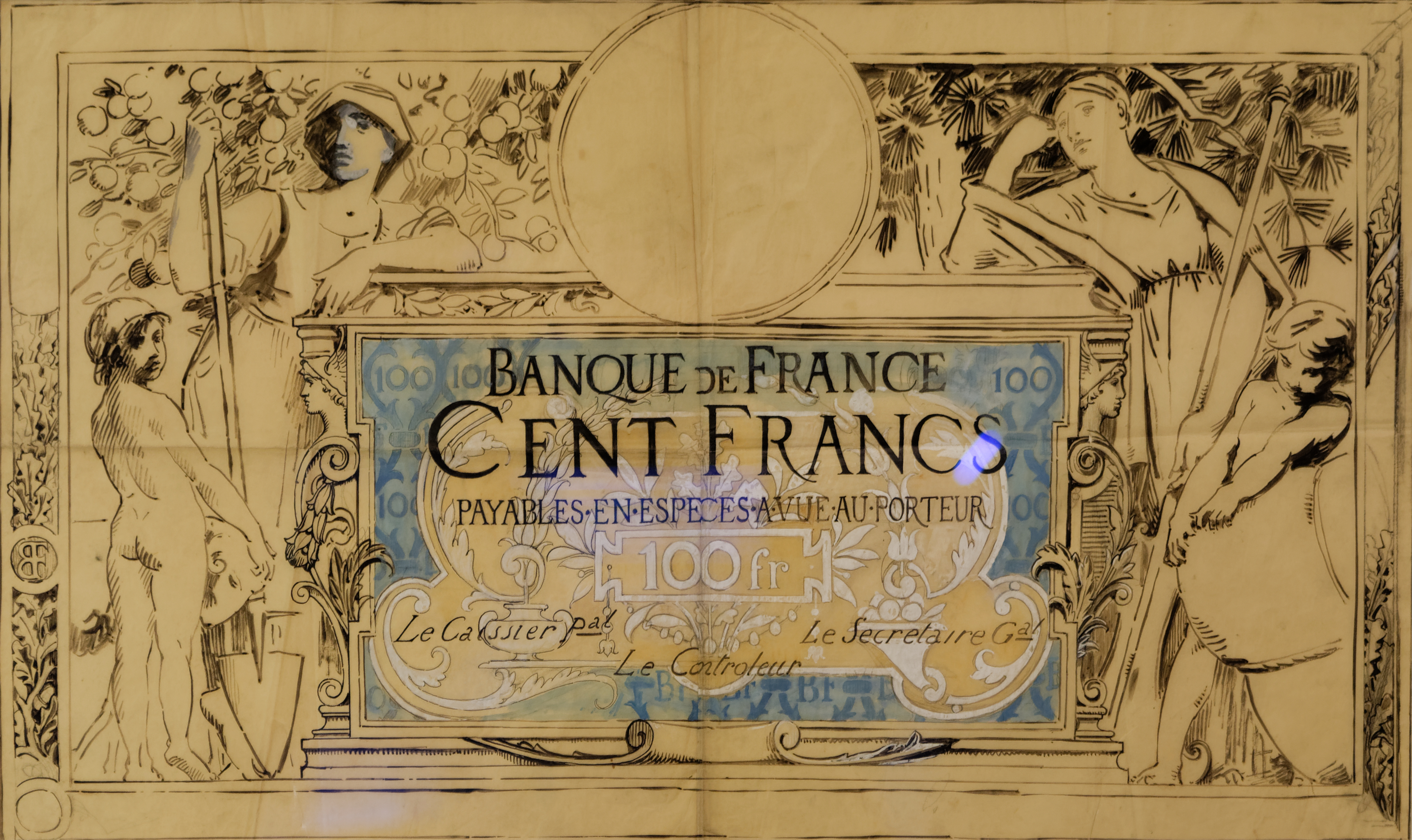
Maquette du billet de 100 francs, musée des Beaux-Arts de Nantes.